# Gerhard Falkner (Malakologe)
Gerhard Falkner (* 22. September 1942) ist ein deutscher Weichtierforscher.

## Leben
Falkner legte sein Abitur am Albert-Schweitzer-Gymnasium in Hamburg ab.
Falkner arbeitet eng mit seiner Frau zusammen. Gemeinsam hat das Paar unter anderem die paläarktischen Najaden im Muséum national d’histoire naturelle in Paris neu organisiert. In Zusammenarbeit mit Th. E. J. Ripken erarbeitete das Ehepaar Falkner die „Liste de référence des mollusques continentaux de France“, die 2002 erschien. Von 1984 bis 2004 begleiteten sie als Weichtierforscher den Donauausbau. Für die Deutsche Bahn untersuchten die Falkners den Streckenausbau von St. Koloman nach Erding.
Er ist Mitbegründer der Arbeitsgruppe Check-list of the European Continental Mollusca (CLECOM). Seine Sammlung von etwa 10.000 Weichtieren vermachte er dem Staatlichen Museum für Naturkunde Stuttgart.

## Wissenschaftliche Leistung
Gerhard Falkner hat mehr als 150 Aufsätze zu Schnecken veröffentlicht und mehrere Arten neu beschrieben. Zu seinem 60. Geburtstag haben Kollegen in einer Festschrift unter anderen die beiden französischen Kornschneckenarten Chondrina falkneri und die Chondrina gerhardi nach ihm benannt.

## Werke
- mit Rosina Fechter und Gunter Steinbach: Steinbachs Naturführer Weichtiere. Bertelsmann-Verlag 1990 ISBN 3-570-03414-3

Moluscos: moluscos europeos marinos y de interior.  Naturart, Barcelona 1993, ISBN 84-8076-019-2.
- Contributions to palaearctic malacology: International Congress on Palaearctic Mollusca. Friedrich-Held-Gesellschaft, München 1997, ISBN 3-9801531-4-2.
- Shelled Gastropoda of Western Europe. Friedrich-Held-Gesellschaft, München 2001, ISBN 3-9801531-5-0.
- Auguste Louis, Brot: Étude sur les espèces d'Unios et d'Anodontes qui habitent la Suisse: ouvrage couronné par le prix Schlaefli; reproduction du manuscrit de 1874, complété par d'autres documents inédits. Friedrich-Held-Gesellschaft, ConchBooks, Hackenheim 2001, ISBN 3-9801531-8-5.

FALKNER G., RIPKEN T. E. J. & FALKNER M. 2002. — Mollusques continentaux de France : Liste de Référence annotée et Bibliographie
. Muséum national d’Histoire naturelle, Paris, 356 p. (Patrimoines naturels ; 52).